# Bruno Loatti
 Bruno Loatti, né le 26 février 1915 et mort le 25 septembre 1962, est un coureur cycliste italien. Il a participé à l'épreuve de tandem aux Jeux olympiques d'été de 1936.

## Biographie
À ses débuts Bruno Loatti est à la fois coureur sur route et sur piste. Il court au vélodrome de Bologne, et commence à attirer l'attention des entraîneurs. En 1936, il participe à la course en tandem avec Carlo Legutti (en) aux Jeux olympiques de Berlin où ils terminent quatrième, battant le record olympique en quart de finale,. Il est sélectionné pour les championnats du monde de vitesse 1936. 
À l'hiver 1937, il vient à Paris pour courir au Vél' d'Hiv' et remporte quelques courses,,. Début 1938, Loatti veut passer professionnel mais la fédération italienne veut le garder amateur jusqu'au championnats du monde,. 
Italo Astolfi et lui sont entrainés par Francesco Verri,. Il bat régulièrement le champion du monde Jef van de Vijver. Il est champion d'Italie de vitesse amateurs. Il prend la deuxième place des amateurs au Grand Prix de Paris derrière Guy Renaudin et devient, la même année, vice-champion du monde du sprint amateur à Amsterdam derrière Jef van de Vijver,,.
Il passe professionnel en octobre 1938. Il gagne le Grand Prix de vitesse du conseil municipal devant Lucien Michard. 
En 1939, il bat le record des 500 mètres  au Vél' d'Hiv' en 30 s 2/5,,, devient champion d'Italie du sprint professionnels et prend la deuxième place du  Grand Prix de Paris derrière Toto Gérardin,,. Il participe aussi à des courses sur route en Italie. Il participe au match France-Italie au Vél' d'Hiv' en décembre. Début 1940, il court au Vél' d'Hiv'.
Pendant la seconde Guerre mondiale, Bruno Loatti s'installe en Argentine. Il remporte même le titre national argentin de sprint en 1941, 1942 et 1943 et devient directeur technique de l'équipe d'Uruguay. Il participe au Six Jours de Buenos Aires en 1942, associé à  l'allemand Gottfried Hürtgen en 1943 et termine troisième  avec Constant Huys en 1945. Il dirige ensuite un magasin de vélos à Buenos Aires.
Il revient en Europe en 1946, et participe aux championnats du monde à Zurich, et  à ceux de Paris en 1947. Il termine troisième du championnat d'Italie en 1948. Il prend le départ des Six Jours de Saint-Étienne en 1949, associé à Lorenzetti, et abandonne dans la dernière heure.
En 1950, il  devient entraîneur national du Chili.
En 1961, il retourne en Italie et y meurt l'année suivante.

## Palmarès

### Championnats du monde
- Amsterdam 1938
  -  Médaillé d'argent de la vitesse amateur

### Championnats nationaux
- Champion d'Italie de vitesse amateurs : 1938[12].
- Champion d'Italie de vitesse professionnels : 1939[21]
- Champion d'Argentine de vitesse : 1941, 1942 et 1943

### Grands Prix
- Prix de l'UCI amateur : 1938[8]
- Grand Prix du conseil municipal de vitesse : 1938[18]
- Grand Prix de Copenhague de vitesse amateurs : 1938
- Prix Gus Schilling : 1940[26]

## Vie privée
Il épouse Germaine Mengoli, la fille de son mentor, à Bologne en novembre 1939.